# Regioni del Cile

Regioni del Cile

Le regioni del Cile (in spagnolo: regiones, sing. región) costituiscono la suddivisione territoriale di primo livello del Paese e sono pari a 16; ciascuna di esse si suddivide a sua volta in province.
Nell'ottobre 2007 divennero operative la Regione di Arica e Parinacota (per scorporo dalla Regione di Tarapacá) e la regione di Los Ríos (per scorporo dalla Regione di Los Lagos); nell'agosto 2017 divenne altresì operativa la Regione di Ñuble (per scorporo dalla Regione del Biobío). Le regioni sono amministrate da un intendente, nominato dal presidente della repubblica, e da un consiglio regionale (Consejo Regional), dal 2013 a suffragio popolare diretto.

## Lista
| Localizzazione | Bandiera                   | N°   | Regione                               | Capoluogo    | Popolazione (2012) | Superficie (km²) |
| -------------- | -------------------------- | ---- | ------------------------------------- | ------------ | ------------------ | ---------------- |
|                |                            | XI   | Aysén                                 | Coihaique    | 94 271             | 108 494          |
|                |                            | II   | Antofagasta                           | Antofagasta  | 530 879            | 126 049          |
|                |                            | IX   | Araucanía                             | Temuco       | 889 492            | 31 842           |
|                |                            | XV   | Arica e Parinacota                    | Arica        | 212 813            | 16 873           |
|                |                            | III  | Atacama                               | Copiapó      | 284 992            | 75 176           |
|                |                            | VIII | Bío Bío                               | Concepción   | 1 950 482          | 37 069           |
|                |                            | IV   | Coquimbo                              | La Serena    | 687 806            | 40 580           |
|                |                            | VI   | Libertador General Bernardo O'Higgins | Rancagua     | 851 406            | 16 387           |
|                |                            | X    | Los Lagos                             | Puerto Montt | 767 714            | 48 584           |
|                |                            | XIV  | Los Ríos                              | Valdivia     | 364 183            | 18 430           |
|                | Isole Magellane (bandiera) | XII  | Magellano e Antartide Cilena          | Punta Arenas | 155 332            | 132 291          |
|                |                            | VII  | Maule                                 | Talca        | 955 048            | 30 296           |
|                |                            | XVI  | Ñuble                                 | Chillán      | 480 609            | 13 178           |
|                | Santiago (bandiera)        | RM   | Metropolitana di Santiago             | Santiago     | 6 604 835          | 15 403           |
|                |                            | I    | Tarapacá                              | Iquique      | 295 095            | 42 226           |
|                |                            | V    | Valparaíso                            | Valparaíso   | 1 697 581          | 16 396           |